# Jacek Friedrich
Jacek Friedrich (ur. 8 marca 1965 w Gdańsku) – polski historyk sztuki, muzealnik i wykładowca, doktor habilitowany nauk humanistycznych. W latach 2013–2020 dyrektor Muzeum Miasta Gdyni, w latach 2020–2024 dyrektor Muzeum Narodowego w Gdańsku.

## Życiorys
Absolwent Instytutu Historii Sztuki Uniwersytetu Jagiellońskiego (praca magisterska pod kierunkiem prof. Piotra Krakowskiego). W 2000 obronił pracę doktorską (pod kierunkiem prof. Romana Wapińskiego). Od 1990 jest pracownikiem Instytutu Historii Sztuki Uniwersytetu Gdańskiego. W 2013 wygrał konkurs na stanowisko dyrektora Muzeum Miasta Gdyni, funkcję tę pełnił do końca 2019. W 2020 w drodze konkursu został mianowany przez marszałka województwa pomorskiego Mieczysława Struka na stanowisko dyrektora Muzeum Narodowego w Gdańsku. We wrześniu 2024 zakończył pełnienie tej funkcji.
Autor i redaktor ponad stu publikacji naukowych oraz kilku książek. Autor i współautor wystaw m.in. w Centrum Sztuki Współczesnej „Łaźnia”, Państwowej Galerii Sztuki w Sopocie, Muzeum Miasta Gdyni.
Jest członkiem: Stowarzyszenia Historyków Sztuki (prezes Oddziału Gdańskiego w latach 1997–2003), ICOM, Gdańskiego Towarzystwo Naukowego, Rady Kultury przy Prezydencie Miasta Gdańska. W przeszłości był także prezesem Fundacji Katarzyny Cieślak.
Jest członkiem Rady Kultury przy Prezydencie Miasta Gdańska, Rady Programowej ds. Oddziału Głównego Muzeum Gdańska, Zespołu Doradców ds. wystawy głównej w Muzeum Stutthof w Sztutowie i wielu innych. Zasiadał w Radzie Muzeum II Wojny Światowej.

## Odznaczenia
- Srebrny Krzyż Zasługi (za ratowanie zabytków podczas pożaru w kościele św. Katarzyny w Gdańsku, 2008)
- Medal Komisji Edukacji Narodowej (2010)[9]